# キョフテ

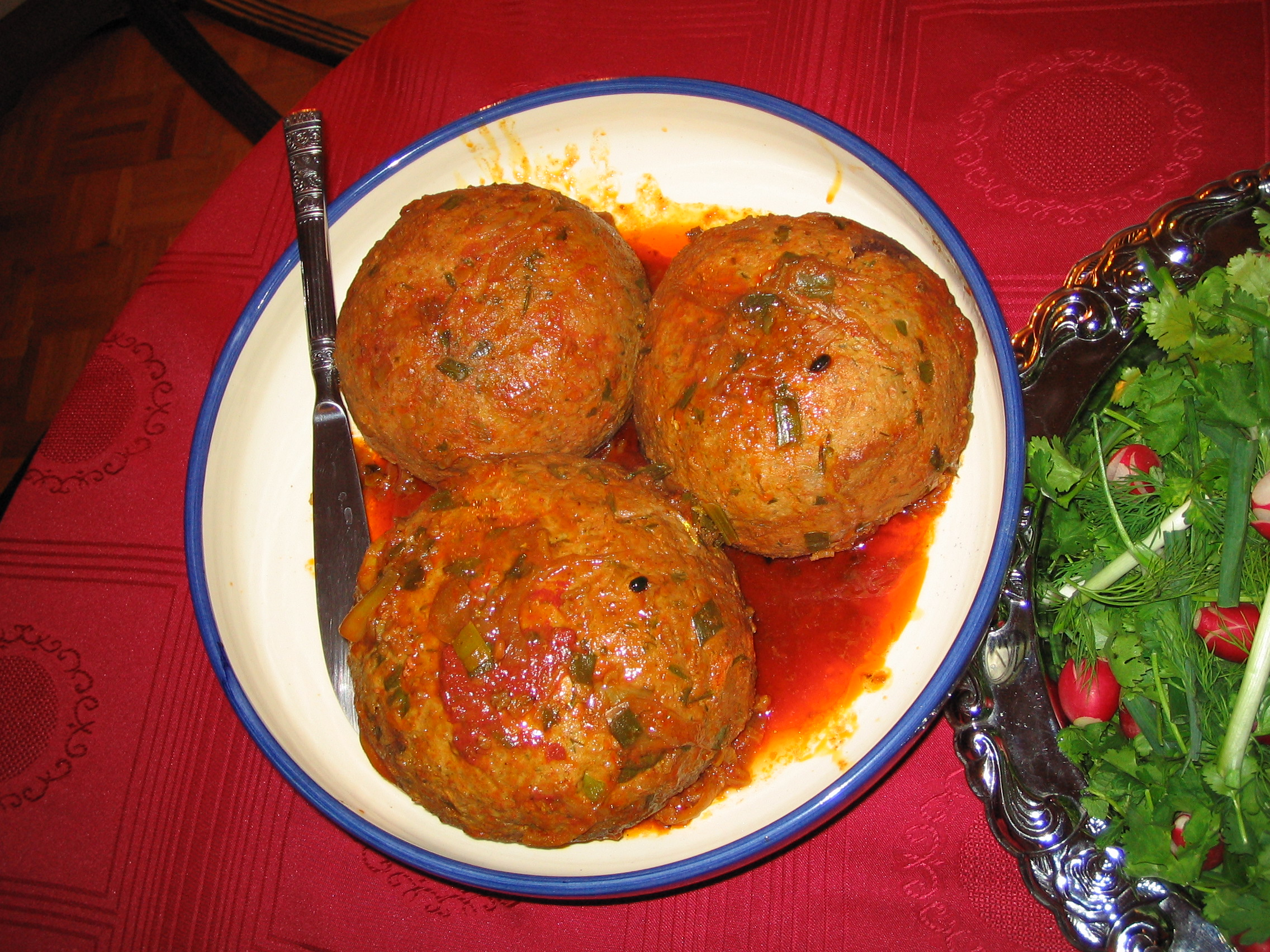
イランのアゼリー料理、クーフテ・タブリーズィー（タブリーズ風キョフテ）

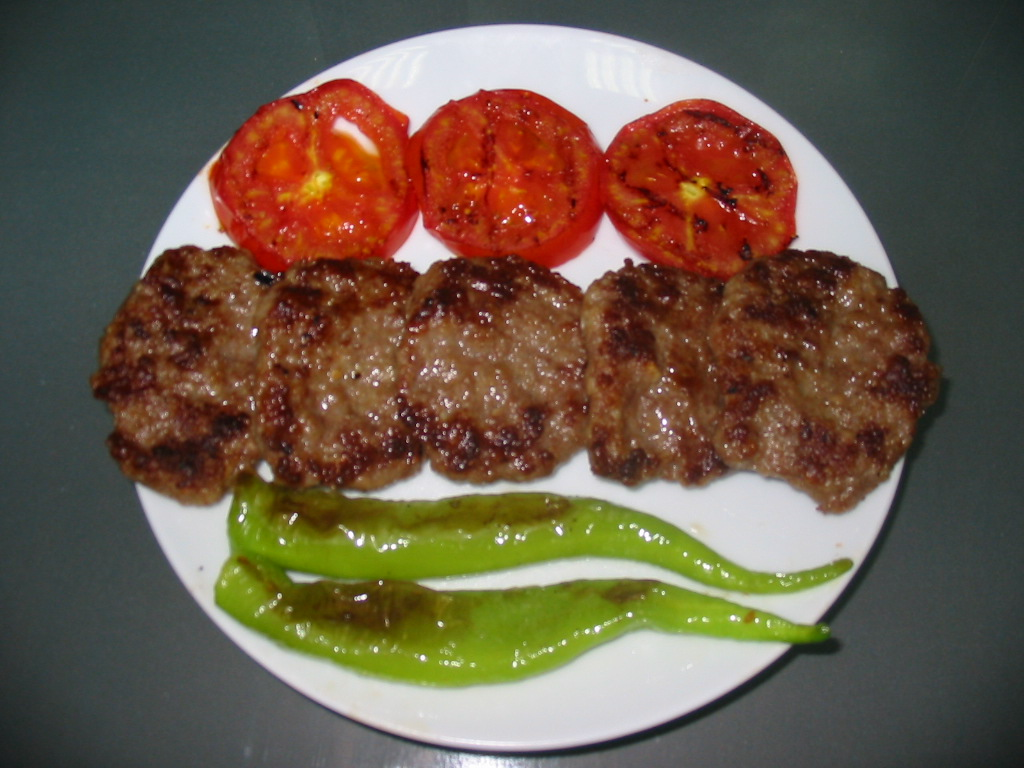
アクチャーバト・キョフテシ（Akçaabat köftesi）

キョフテ（köfte）は中東や南アジアで広く見られるミートボールやミートローフ等の肉料理である。キョフテの呼称にはコフタ（kofta）やコフテなど各国でいろいろな呼び名がある。キョフテは通常、牛肉やラムの挽肉にスパイスやタマネギを加え団子状に丸めたり平たく形を作って調理される。ベジタリアン用のラウキコフタ（lauki kofta）やシャヒアルーコフタ（shahi aloo kofta）はインドではポピュラーである。
日本ではトルコ風ハンバーグとして紹介される事も少なくない。

## 種類
肉には滑らかなペーストを形作るために米やブルグル（火にあぶって乾燥して砕いた小麦）、野菜、卵などが混ぜ込まれる。インドでは赤身の肉よりも魚や野菜などから作られる場合もある。調理法もグリルやフライ、蒸し物、ポーチ（湯で加熱）、焼き、マリネなど様々でスパイシーなソースが添えられ、北アフリカや地中海、バルカン、南アジアなど広い範囲に多様なバリエーションがある。パキスタンのコフタは牛肉や鶏肉から作られている。ナルギシコフタには卵が使われ、パキスタンではとても一般的である。2005年のある食品会社の調査によれば、トルコにはアナル・クズル・キョフテなど291種類ものキョフテがあるとされる
。アラブ圏の国々のキョフテは通常、葉巻型のシリンダーにより成形されている。
アラビア語の最古の料理本等の初期のレシピでは通常、味付けしたラム肉をオレンジ大に丸め卵の黄身で光沢を付けサフランを加えることもあった。この調理法は西洋にもたらされ、「gilding」「endoring」などと呼ばれた（ともに「金メッキする」の意味）。様々な地域に存在するキョフテだが、その中でもイランのタブリーズ名物のクーフテ・タブリーズィーは直径20cmと大きなサイズである。
南アジア料理のコフテにはスパイシーなカレーが使われるのが一般的で、固ゆで卵が使われることもありインドやパキスタンのレストランや南アジアの家庭料理として広く食されている。固ゆで卵がスパイシーなコフテの肉の層に入れられたものはナルギシコフタと呼ばれ、イギリスのスコッチエッグはムガル料理であったこの料理にインスパイアされたとも考えられている。インド北東部ベンガル地方ではテナガエビや魚、バナナ、キャベツ、ヤギの肉などから作られる。レバノン料理のカフタは牛の挽肉とタマネギ、パセリ、オールスパイス、黒胡椒、塩を混ぜて下ごしらえされる。モロッコではクフタはタジン鍋を使って調理される。

## 呼び方
ペルシャ語での呼び名「クーフテ」は、「たたく」「かき混ぜる」「挽く」などを意味する動詞「クーフタン」（ペルシア語: کوفتن, ラテン文字転写: kūftan）の過去分詞であり、「挽かれたもの（名詞）」を意味する。ペルシア語と同じ語派に属するヒンドゥースタン語における呼び名「コフタ」も同様である。トルコ語やアゼルバイジャン語などにおける呼び名「キョフテ」はペルシア語からの借用語である。以下、各国での呼び名。
| - アフガニスタン: كوفته (kofta),コフタ - アルバニア: qofte,チョフテ - アラブ: كفته (kufta アラブ圏ではクフタが一般的 kafta カフタはレバノン/シリア、'kefta'ケフタは モロッコ 。地方の一部ではkiftaキフタと呼ばれる。 ) - アルメニア: քյուֆթա (kyuft’a)キュフタ - アゼルバイジャン: küftə - バングラデシュ: kofta - ボスニア・ヘルツェゴビナ: ćuftaチュフタ - ブルガリア: кюфте (kyufte)キュフテ - クロアチア: ćufta | - ギリシャ: κεφτές (keftés)ケフテス - イスラエル: כופתה (kufta, クフタと呼ばれスープに添えられるのが一般的) - インド: कोफ़्ता kofta - イラン: کوفته (kūfteh, kofteh) クーフテ又はコフテ - クルディスタン: Kifte/کفتە - パキスタン: كوفته (kofta) - マケドニア共和国: ќофте (kjofte)キョフテ - ルーマニア: chifteaキフタ - セルビア: ћуфтa (ćufta)チュフタ 、 ћуфтe (ćufte)チュフテ - トルコ: köfteキョフテ |